# Legge di soppressione delle case religiose (1535)

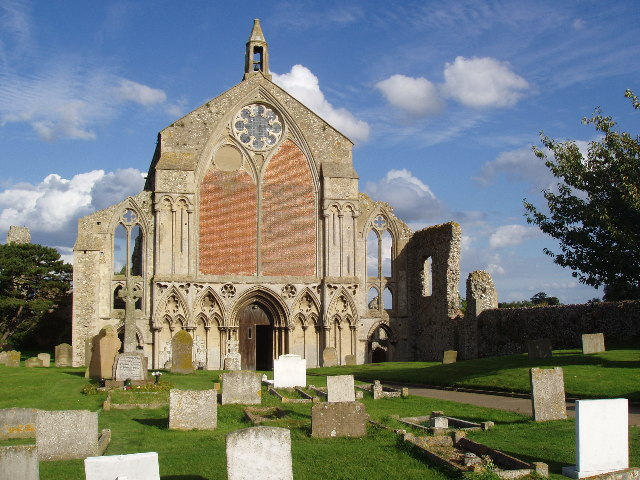
Rovine del Priorato di Binham, una delle case religiose soppresse dalla legge del 1535

La legge di soppressione delle case religiose del 1535, chiamata anche legge del 1535 di dissoluzione dei monasteri minori fu una legge del Parlamento d'Inghilterra che diede il via al processo legale con cui il re Enrico VIII mise in atto la dissoluzione dei monasteri cattolici.

## Storia
A partire dal XIV secolo, diversi papi avevano concesso licenze per la soppressione delle case religiose in Inghilterra. Ad esempio, nel 1528 il cardinale Wolsey confiscò il Priorato di Rumburgh per ottenere i fondi per costruire il suo college a Ipswich.
La rottura dei rapporti tra Enrico VIII e la Chiesa di Roma, causata dal suo matrimonio con Anna Bolena, oltre a sancire che il re era il capo supremo della Chiesa d'Inghilterra, portò anche alla redazione dello Statuto di restrizione degli appelli del 1533, che vietava ai chierici di appellarsi al papa su questioni religiose o di altro tipo. Papa Clemente VII rispose allo Statuto annunciando la scomunica provvisoria di Enrico, accrescendo così l'ostilità tra il re e il papa.
Uno dei primi risultati pratici dell'assunzione dei più alti poteri spirituali da parte del re fu un decreto reale che ordinava la supervisione delle visite episcopali ordinarie e la nomina di un laico - Thomas Cromwell - come vicario generale del re per gli affari spirituali, con speciale autorità di visitare le case monastiche e di adeguarle al nuovo ordine. Un documento, datato 21 gennaio 1535, consentì a Cromwell di condurre la visita tramite "commissari", poiché egli era troppo occupato con "gli affari dell'intero regno" per poterle effettuare di persona. I commissari impiegati da Cromwell erano principalmente Richard Layton e Thomas Leigh. 
Le visite furono condotte sistematicamente e attraversarono tre fasi distinte. Durante l'estate furono visitate le case religiose dell'Inghilterra occidentale, per arrivare a settembre a Oxford e Cambridge. A ottobre e novembre fu il turno dei distretti orientale e sud-orientale, mentre a dicembre Layton avanzò nelle contee del Midland fino a Lichfield, per incontrare Leigh, che aveva terminato il suo lavoro nelle case religiose di Huntingdon e Lincolnshire. Da lì procedettero insieme verso nord e l'11 gennaio 1536 raggiunsero la città di York per concludere l'ispezione delle contee settentrionali.
Il Parlamento si riunì il 4 febbraio 1536 e ricevette un riassunto delle visite, il Valor Ecclesiasticus. La legge fu approvata e il 14 aprile fu sottoposta alla firma del re.
La legge si applicava solo alle case religiose minori "che non hanno terre, case, affitti, decime, porzioni e altri eredità, al di sopra del chiaro valore annuo di duecento sterline". L'atto dipingeva le case come covi di iniquità, vizio e corruzione e propose che coloro che vi abitano fossero "impegnati nei grandi e onorevoli monasteri religiosi" e "costretti a vivere religiosamente".

## Effetti
L'effetto principale della legge fu quello di espropriare le case religiose minori in favore del re, il quale (secondo le parole della legge) "avrà a sé e ai suoi eredi tutti e singolarmente tali monasteri, abbazie e priorati, che in qualsiasi momento entro un anno prima della stesura del presente Atto siano stati dati e concessi a Sua Maestà da qualsiasi abate, priore, badessa o priora, sotto i loro sigilli conventuali, o che altrimenti siano stati soppressi o sciolti... di avere e mantenere tutti e singolarmente i locali, con tutti i loro diritti, profitti, giurisdizioni e beni, alla maestà del re e ai suoi eredi e aventi causa per sempre, affinché facciano e utilizzino con essi la sua e la loro volontà, per il piacere di Dio Onnipotente, e all'onore e al profitto di questo regno".
Questa sezione prevede un effetto retrospettivo, poiché regolarizza le soppressioni di case già avvenute.

## Conseguenze
La legge e i numerosi scioglimenti di monasteri che ne seguirono furono la causa principale del Pellegrinaggio di Grazia, una ribellione scoppiata a Louth nel Lincolnshire nell'ottobre del 1536. Enrico fece radunare un esercito di circa 30.000 uomini e ordinò al duca di Norfolk, al duca di Suffolk e a Lord Shrewsbury di agire. Ma il re non aveva un esercito permanente che mantenesse l'ordine per sempre e, inoltre, i ribelli erano visti di buon occhio. Egli dovette perciò negoziare la pace, accogliendo la richiesta di ripristinare i monasteri, convocando un nuovo parlamento e promettendo ai ribelli la grazia. Rassicurati dalle promesse del re, i ribelli si dispersero e tornarono nelle proprie case. Enrico però non mantenne la sua parola. I leader ribelli furono arrestati e processati e diverse centinaia furono giustiziati. Al Pellegrinaggio di Grazia seguì, nel gennaio 1537, la ribellione armata condotta da Francis Bigod, anch'essa senza successo.

## Abrogazioni
Gli articoli 17 e 18 della legge del 1535 furono abrogati nel 1624 sotto il regno di Giacomo I, le sezioni da 4 a 6, da 8 a 12 e 14 vennero cancellate nel 1948 dalla legge di revisione della legge sugli statuti, mentre quello che ancora restava è stato infine abrogato nel 1969 dalla legge di abrogazione degli statuti.